# 小さな水車
『小さな水車』（ドイツ語: Moulinet）作品57は、ヨーゼフ・シュトラウスが作曲したポルカ・フランセーズ（フランス風ポルカ）。

## 邦題

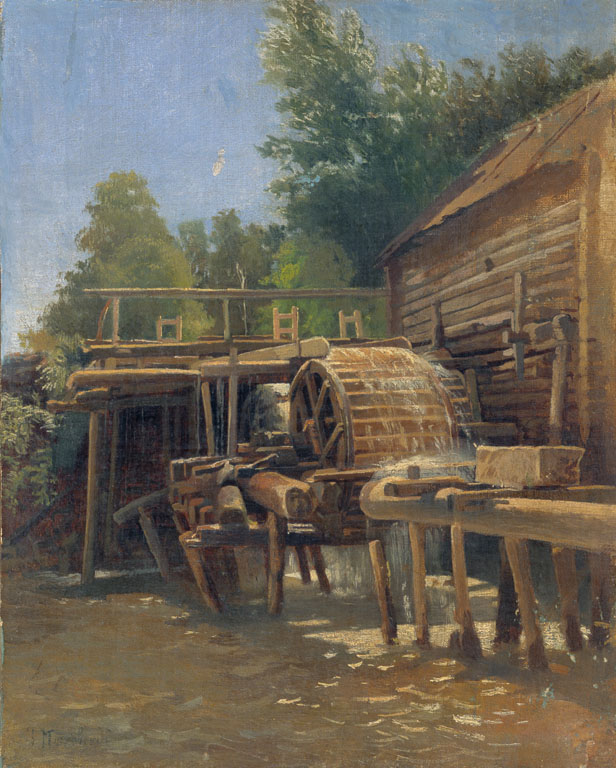
長らく風車系の邦題が主流だったが、実際は山の谷川にかかる水車を表現したものらしい

「Moulinet」には水車と風車の二つの意味があり、この曲の邦題は長らく統一されていなかった。これまで使われてきた代表的な邦題を以下に列挙する。
- 『風車[1]』
- 『小さい風車[2]』
- 『小さな風車』
- 『水車』
- 『小さい水車』
- 『小さな水車』

最近では「風車」ではなく「水車」が正しいと認識されつつあり、近年の日本ヨハン・シュトラウス協会は『小さな水車』を用いている。よって、当記事では『小さな水車』を正式なものとする。

## 楽曲解説

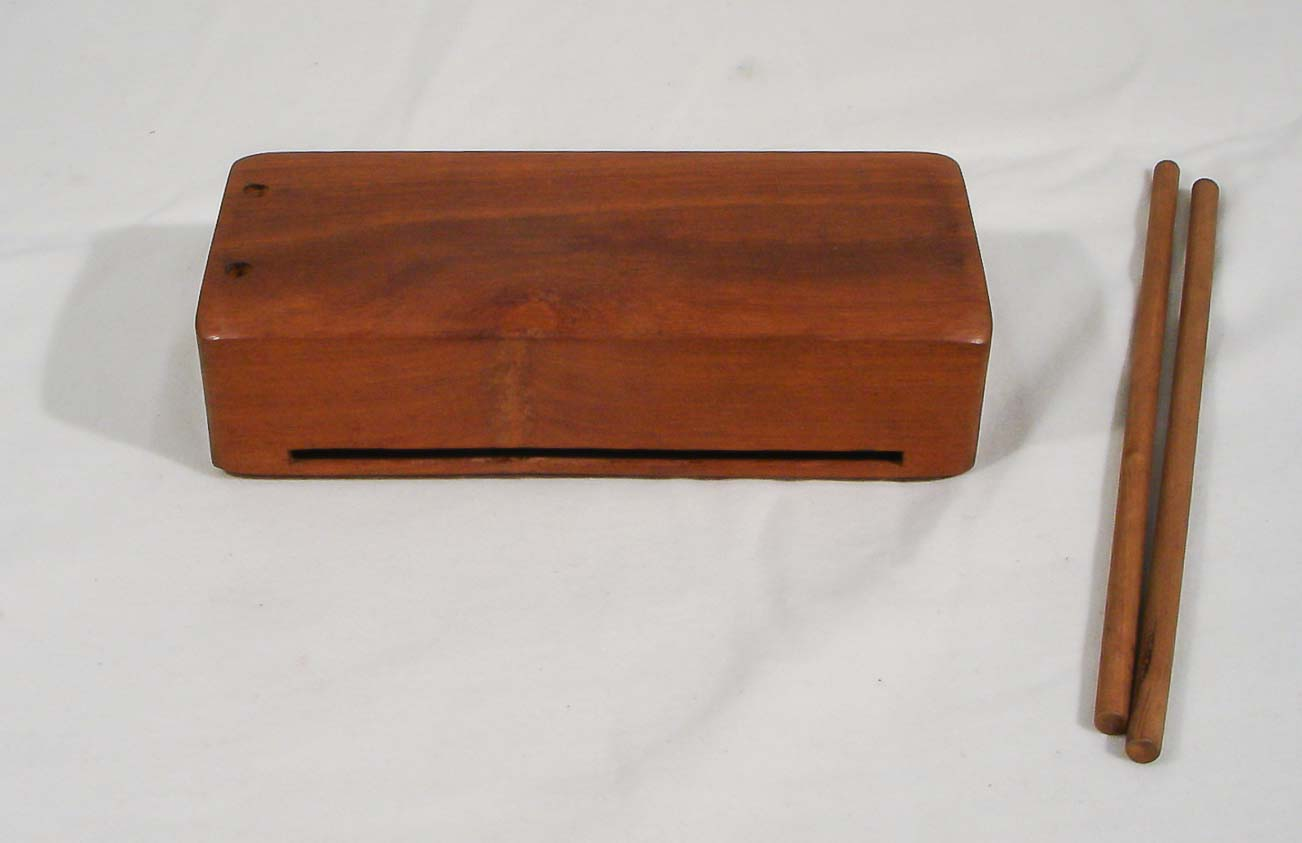
ウッドブロック

『鍛冶屋のポルカ』と並んで、ヨーゼフ・シュトラウスの代表的なポルカ・フランセーズとして知られる。ウッドブロックを用いて、粉を突く杵の音のリズムが刻まれる。
1858年7月26日、ウンガー・カジノ（Ungers Casino）において初演された。

冒頭部